# 아에로멕시코 커넥트
아에로멕시코 커넥트(영어: Aeroméxico Connect)은 멕시코의 지역 항공사로 아에로멕시코가 소유하고 있으며, 허브 공항은 몬테레이 국제공항, 멕시코시티 국제공항을 사용하고 있다. 1988년에 아에로리토아(영어: Aerolitora)로 설립되었다가 2007년에 현재의 사명으로 변경했다.

## 보유 기종
- 2020년 12월 기준으로 아에로멕시코 커넥트는 다음과 같이 보유하고 있으며 평균 기령은 10.5년이다.[1][2][3]

## 사진

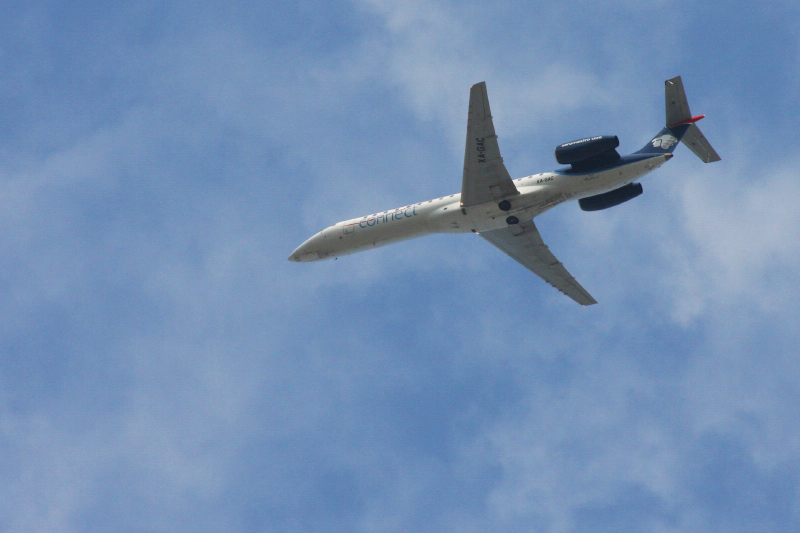
아에로멕시코 커넥트의 엠브라에르 145 (퇴역)
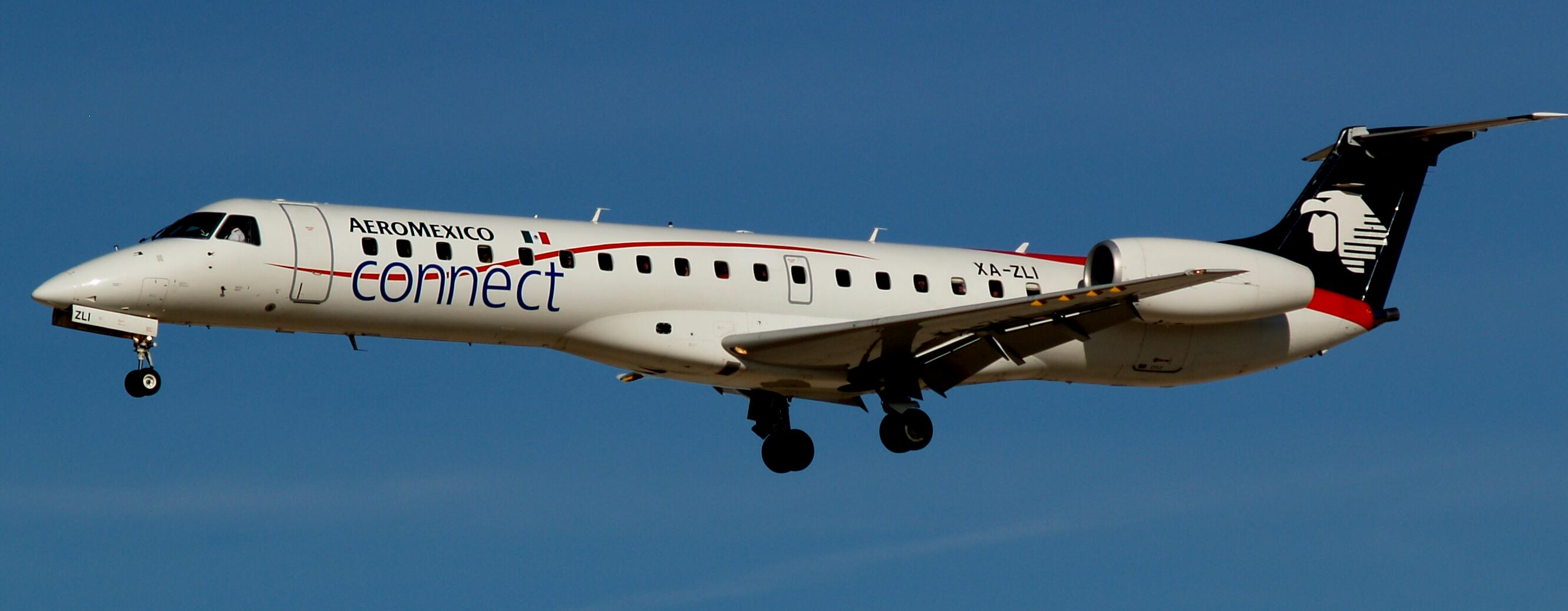
아에로멕시코 커넥트의 엠브라에르 145 (퇴역)
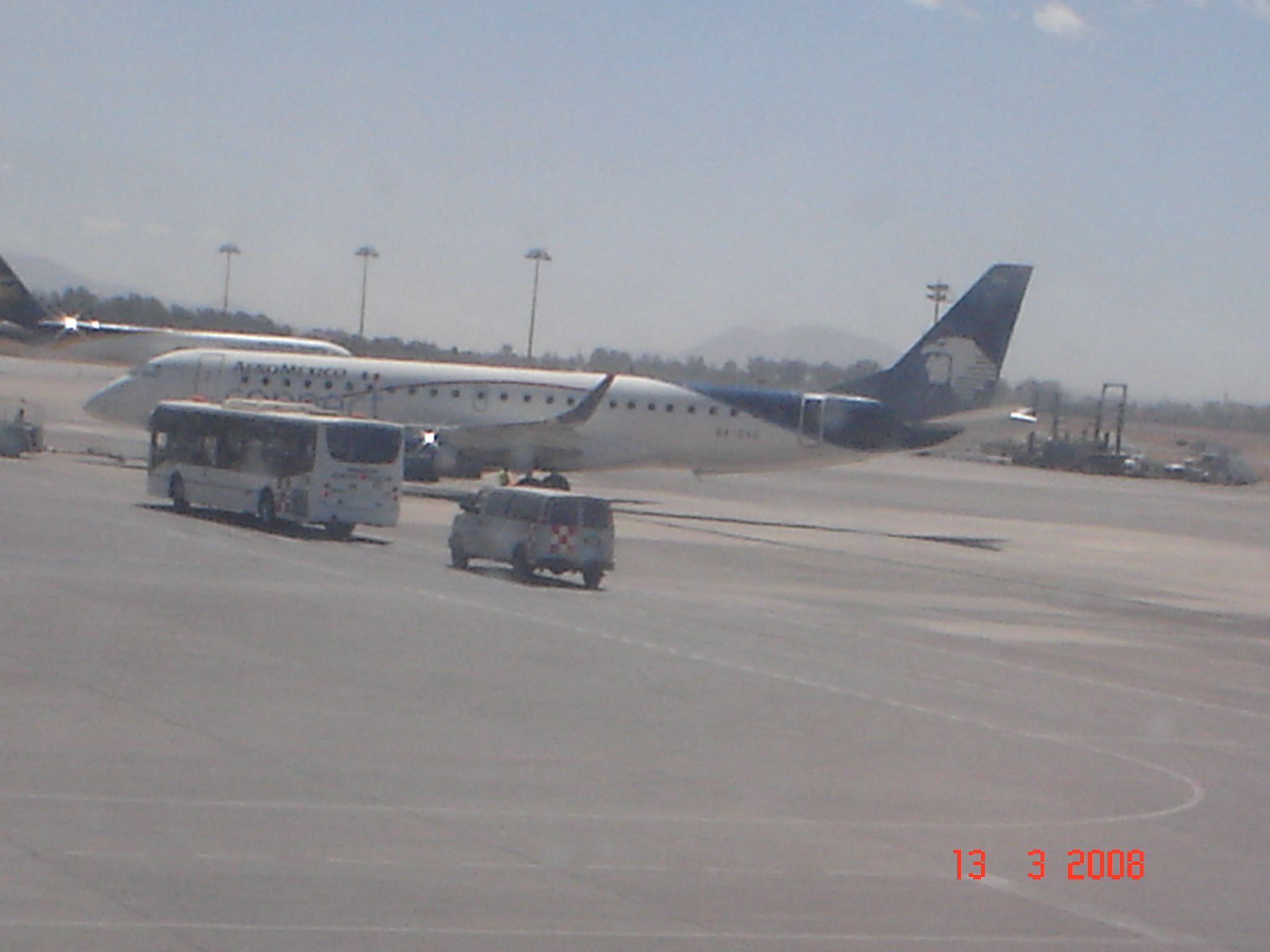
아에로멕시코 커넥트의 엠브라에르 190
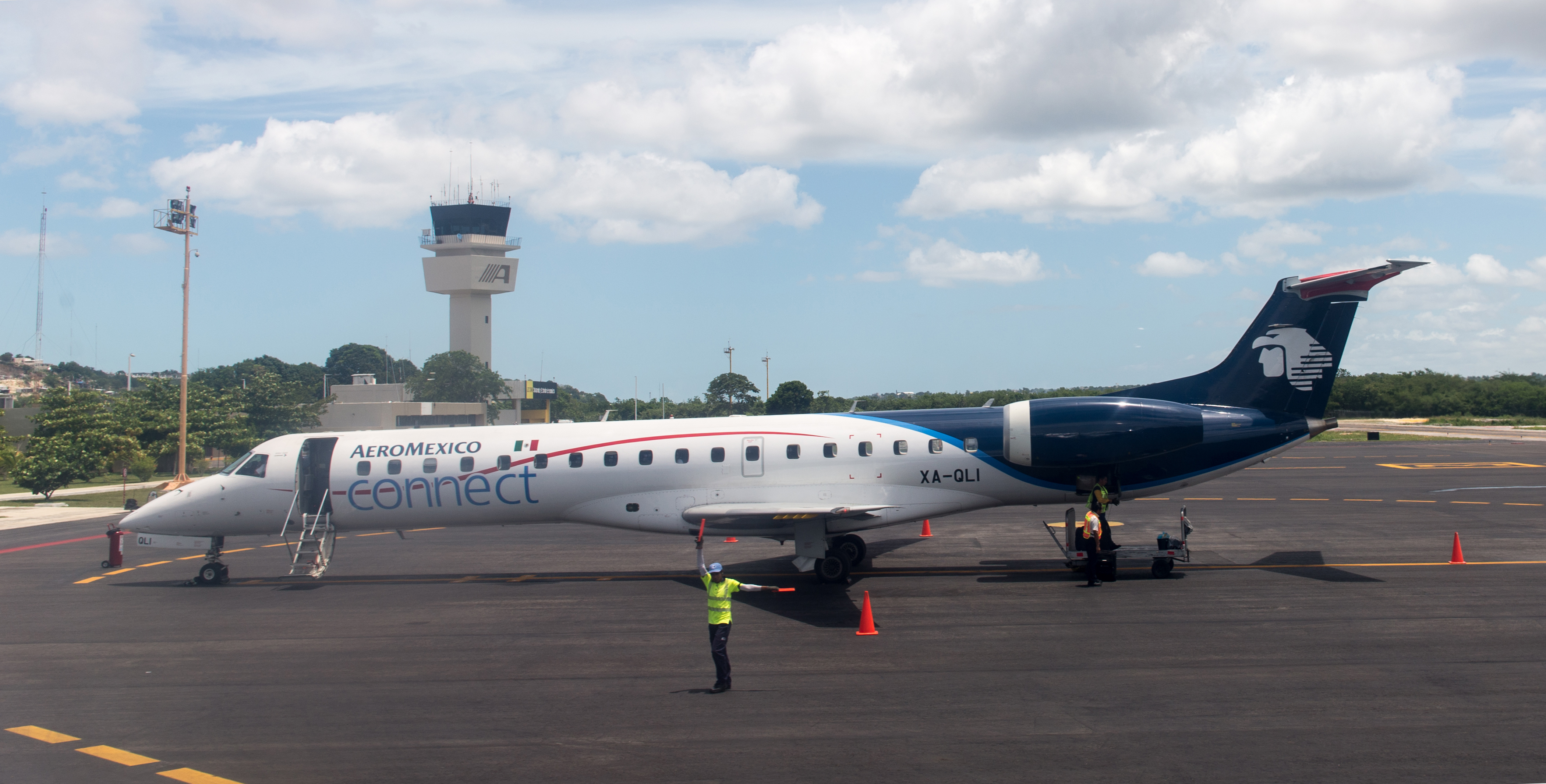
아에로멕시코 커넥트의 엠브라에르 ERJ-145LU (퇴역)